# Okołowice (Silésie)
Pour les articles homonymes, voir Okołowice.
Okołowice est une localité polonaise de la gmina de Koniecpol, située dans le powiat de Częstochowa en voïvodie de Silésie.